# Ivona Dadic
Ivona Dadic is een Oostenrijks atlete en meervoudig nationaal kampioene op de zevenkamp.

## Loopbaan
Dadic kwam in 2012 uit op de zevenkamp op de Olympische Spelen van Londen; ze werd hier 24e. In 2016 in Rio werd ze 21e. In Tokio in 2021 kwam ze tot de achtste plaats.
Bij de vijfkamp op de Europese indoorkampioenschappen van 2017 in Belgrado behaalde ze de zilveren medaille.
In 2016 werd Dadic uitgeroepen tot Oostenrijks atleet van het jaar en in 2020 tot Oostenrijks sporter van het jaar.

## Titels
- Oostenrijks kampioene verspringen - 2018, 2020
- Oostenrijks kampioene kogelstoten - 2017, 2024
- Oostenrijks kampioene zevenkamp - 2012, 2020
- Oostenrijks kampioene  4 × 100 m - 2020, 2022
- Oostenrijks indoorkampioene verspringen - 2017, 2018, 2021
- Oostenrijks indoorkampioene hoogspringen - 2019
- Oostenrijks indoorkampioene kogelstoten - 2021
- Oostenrijks indoorkampioene vijfkamp - 2011, 2012, 2017, 2018
- Oostenrijks indoorkampioene  4 × 200 m - 2017

## Persoonlijke records
Outdoor
| Onderdeel    | Prestatie | Wind (m/s) | Datum             | Plaats           |
| ------------ | --------- | ---------- | ----------------- | ---------------- |
| 100 m        | 11,74     | +1,3       | 1 augustus 2020   | Andorf           |
| 200 m        | 23,61     | +1,5       | 9 augustus 2018   | Berlijn          |
| 300 m        | 38,68     |            | 10 juni 2020      | Sankt Pölten     |
| 400 m        | 56,27     |            | 6 augustus 2011   | Innsbruck        |
| 800 m        | 2.10,67   |            | 27 mei 2012       | Götzis           |
| 100 m horden | 13,36     | +1,1       | 13 september 2019 | Ried im Innkreis |
| verspringen  | 6,49      | +0,5       | 10 juni 2016      | Ried im Innkreis |
| kogelstoten  | 14,97     |            | 27 juni 2020      | Sankt Pölten     |
| speerwerpen  | 52,48     |            | 20 september 2015 | Talence          |
| zevenkamp    | 6552      |            | 10 augustus 2018  | Berlijn          |

Indoor
| Onderdeel    | Prestatie | Datum           | Plaats     |
| ------------ | --------- | --------------- | ---------- |
| 200 m        | 24,69     | 6 februari 2015 | Linz       |
| 800 m        | 2.12,15   | 1 maart 2019    | Glasgow    |
| 60 m horden  | 8,32      | 2 maart 2018    | Birmingham |
| hoogspringen | 1,87      | 3 maart 2017    | Belgrado   |
| vijfkamp     | 4767 (NR) | 3 maart 2017    | Belgrado   |